# Cash on Demand
Cash on Demand ist ein britischer Kriminalfilm des Regisseurs Quentin Lawrence aus dem Jahr 1962, den die Hammer Studios produzierten. Eine deutschsprachige Version des Filmes existiert bislang nicht.

## Handlung
Harry Fordyce führt als Manager seine Bank effizient, aber ohne Herz. Von seinen Angestellten grenzt er sich ab. Eines Morgens kommt unerwartet Colonel Gore Hepburn in die Bank, deren Sicherheitsmaßnahmen er überprüfen soll. Der Inspektor der Versicherungsgesellschaft bemerkt kleine Unregelmäßigkeiten, die Fordyce an der Eignung seiner Leute zweifeln lässt. Als Fordyce sich mit Hepburn alleine in seinem Büro aufhält, ändert ein Telefonynruf die Lage: Foprdyce's Familie wird bedroht, der Colonel ist in Wirklichkeit ein Bankräuber. Er zwingt durch die Geiselnahme Fordyce dazu, seine eigene Bank auszurauben und seine Angestellten anzulügen, um seine Familie nicht zu gefährden. Der ausgeklügelte Plan gelingt; der gesamte Tresorinhalt geht in Hepburns Besitz über. Die Koffer, in der die Beute verstaut ist, trägt Fordyce persönlich zum Wagen. Als seine Angestellten ihm eröffnen, dass sie Verdacht geschöpft und die Polizei informiert haben, fürchtet Fordyce um das Leben seiner Familie, die Hepburn bei vorzeitigem Alarm umbringen zu lassen drohte. Als die Polizei eintrifft, lügen die Angestellten für ihren Chef, es handle sich um ein Missverständnis; doch der Polizeiinspektor kann den schon gefassten Hepburn vorweisen. Fordyce bricht zusammen. Hepburn gibt zu verstehen, dass auch der Telefonanruf nur eine Finte war. Geläutert wird Fordyce in Zukunft ein anderer Chef seiner Angestellten sein.

## Kritik
Bosley Crowther nannte Cash on Demand einen „netten, unprätentiösen“ Film und lobte die geradlinige Inszenierung. Geoff Mayer hält Cushings Leistung für eine der besten außerhalb seiner Horrorfilme. Barry Forshaw betont, das auch schauspielerische Duell Cushings mit André Morell sei dem intelligenten Drehbuch angemessen und gelungen.

## Bemerkungen
Dem Drehbuch zugrunde liegt ein Theaterstück von Jacques Gillies. Das Budget des Films betrug 37.000 £.